# Wiehl
Wiehl est une ville de Rhénanie-du-Nord-Westphalie (Allemagne), située dans l'arrondissement du Haut-Berg, dans le district de Cologne, dans le Landschaftsverband de Rhénanie. Elle se situe à environ 41 kilomètres à l'est de Cologne.

## Personnalités liées
- Laura Kampf (1983-), vidéaste web, y est née.